# Caterisire

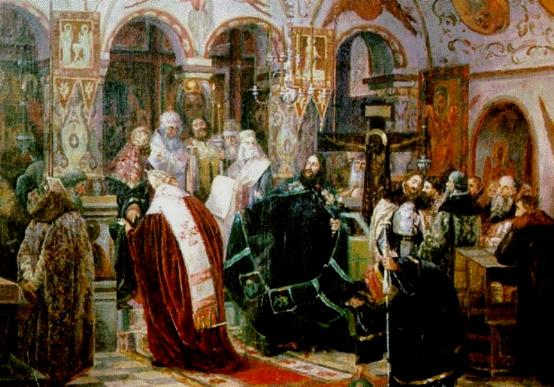
Caterisirea patriarhului Nikon al Moscovei(sec. XVII)

Caterisirea înseamnă luarea tuturor drepturilor de a sluji vreo lucrare sfințitoare a Bisericii și trecerea vinovatului în rândul mirenilor. Caterisirea înseamnă decăderea din har, apostazia clerului caterisit, acesta nemaiavând darul de a săvârși Sfintele Taine, căci mireanul nu are darul de a hirotoni, boteza, cununa, în scurt a da Darul din la care ei au căzut.